# 라이코이
리이코이(Lykoi)는 단모의 자연 돌연변이를 가진 집고양이 품종이다. 이 돌연변이는 지난 20년 동안 집고양이들에게서 발생했다. UC 데이비스는 이 고양이들이 스핑크스와 데본 렉스 유전자를 가지고 있지 않다는 것을 확인하기 위해 DNA 검사를 했다. 이 품종은 테네시주에서 개발되었다. 라이코이는 그리스어로 '늑대'를 의미한다.

## 성격
라이코이는 털로 완전히 덮인 것부터 부분적으로 털이 없는 것까지 다양하다. 때때로 털이 모두 빠져서 스핑크스처럼 보이지만 다시 자란다. 라이코이는 캐나디안 스핑크스와 유전적으로 다르다. 품종 기준에서는 쐐기 모양의 머리와 과도하게 체격이 크지 않는 가벼운 몸체를 요구한다. 라이코이는 그들의 행동에 있어서 친근하고 도전적이지 않다고 한다. 그들은 주인에게 높은 수준의 애정을 보인다.
독특한 특징은 라이코이가 나이가 들면 털이 많이 빠지지만 계절에 따라 나중에 털이 다시 자란다는 점이다. 사라진 라이코이 얼굴의 털은 이 품종을 늑대처럼 보이게 한다.

## 역사
2010년 버지니아에서 발견된 라이코이 유전자를 가진 두 종류의 도메스틱 쇼트헤어가 발견되었는데, 패티 토마스는 이 품종에 이름을 붙였고, 2011년에는 조니 고블이 테네시 주에서 두 번째 쌍을 발견했다.
국제 고양이 협회(TICA) 등록부에 따르면 라이코이는 2012년 이사회에 회부되어 만장일치로 등록이 가능해졌다. 2017년 5월부터 TICA와 함께 다른 챔피언십 품종과 경쟁할 수 있게 되었다. 현재 사육 프로그램을 확대하기 위한 작업이 진행되고 있다.
고양이 애호가 협회(CFA)에서는 2022년 현재 모든 색의 라이코이가 임시 대회에 참가하고 있다. 그들은 2023년에서 2024년에 챔피언십 품종으로 받아들여질 것으로 예상된다.
라이코이는 야생 고양이 집단에서 자연적으로 발생하는 유전자이다. 라이코이 품종은 2011년 조니 고블, 브리트니 고블, 패티 토머스에 의해 품종으로 처음 받아들여졌으며, 이 때 두 마리의 고양이와 무관한 새끼를 독특한 고양이로 기르고 있다. 고블 부부는 고양이의 특이한 모습이 질병으로 인한 것이 아니라는 것을 확실히 하기 위해 세심한 건강 평가를 했다. 이것이 유전자라는 것을 증명하기 위해 조니 고블은 최초로 의도적으로 사육된 라이코이를 생산하기 위해 관련 없는 고양이 중 두 마리를 사육했다. 한 번에 한 마리의 새끼를 낳는 어미가 검은 고양이였기 때문에, 짧은 털의 검은 고양이와 광범위하게 교배하기 시작했다. 시간이 지남에 따라, 그 유전자가 열성적인 것으로 결정되었고, 유전적인 근친 교배를 계속 줄이기 위해, 검은 집 고양이들과 더 많은 교배가 이루어졌다. 야생 고양이 개체군에서 태어난 라이코이 고양이들이 여전히 있고, 때때로 그들은 번식 프로그램에 사용될 수 있다. 챔피언십 상태에 도달하면 근친 교배를 최소화할 수 있는 충분한 외부 교배가 있어야 한다.

## 털
테네시 대학에서 피부과 의사들이 피부 이상 여부를 검사했다. 피부 샘플과 함께, 피부과 의사들은 털 패턴에 대한 이유를 찾을 수 없었다. 그들이 발견한 것은 일부 모낭에는 털을 만드는 데 필요한 모든 구성 요소가 결여되어 있다는 것이다. 그들은 또한 머리카락을 만들 수 있었던 모낭은 머리카락을 유지하기 위한 이러한 성분들의 적절한 균형이 결여되어 있다는 것을 발견했다. 테스트 번식을 통해 그것은 진정한 자연 돌연변이로 판명되었다.

## 같이 보기
- 고양이의 품종 목록